# Пети-Туар, Аристид Обер
Аристид Обер дю Пети-Туар (фр. Aristide Aubert du Petit-Thouars) (31 августа 1760, Бумуа — 2 августа 1798, Абукир) — французский военно-морской деятель, офицер, герой битвы при Абукире, погибший в этом сражении. Дядя Абель Пети-Туара.
Происходил из дворянского семейства родом из Пуату. Родился в замке Бумуа недалеко от Сомюра. В возрасте 9 лет отправлен на обучение в военную школу Ла Флеш, в 14 лет переведён в Военную школу Парижа и после её окончания зачислен в пехотный полк Пуату. В феврале 1778 года, когда началась война с Англией, сумел перейти на службу во флот. В том же году участвовал в бою у острова Уэссан и в захвате форта Сен-Луи в Сенегале, а также бою у острова Гренада, в 1780—1782 годах служил в Вест-Индии, участвовал в сражениях у Гишена и сражении у островов Всех Святых. После заключения мира занялся самообразованием: совершил, в частности, две поездки в Англию с образовательными целями, занимался гидрографическими работами у берегов греческих островов, самостоятельно изучал математику.
В 1792 году произведён в лейтенанты флота и в том же году на 12-пушечном бриге «Diligent» отправлен на поиски пропавшей экспедиции Жана-Франсуа Лаперуза. Во время захода корабля в Бразилию был арестован португальцами и отправлен в Лиссабон, однако в 1793 году выпущен из тюрьмы. После этого на протяжении более чем двух лет жил в Соединённых Штатах. В 1795 году вернулся во Францию, где первоначально был лишён всех привилегий как аристократ, однако затем восстановлен в правах, повышен в звании до капитана и назначен командиром 80-пушечного корабля «Tonnant».
В должности командира этого корабля участвовал в битве при Абукире с английским флотом, противостоя кораблю HMS Majestic. В ходе сражения Majestic потерял убитыми 50 человек, в том числе командира корабля Уэсткотта, было ранено 143 человека. Пети-Туар же получил тяжёлые раны и потерял руку и обе ноги, однако не оставил командования кораблём, приказав поместить себя в ёмкость с пшеницей (благодаря чему медленнее терял кровь) и продолжая находиться на палубе. Его последним приказом было поднять флаг на бизань-мачте и ни в коем случае не сдавать корабль врагу, сражаясь до последнего человека. После этого, теряя сознание от потери крови и боли, распорядился выбросить себя за борт. «Tonnant» в итоге был захвачен британцами.
В его честь были названы шесть различных кораблей Франции.